# Coleophora arkaimella
 (novembre 2024).
Espèce
Coleophora arkaimella est une espèce de papillons de nuit de la famille des Coleophoridae endémique du sud des montagnes de l'Oural en Russie.

## Répartition
Coleophora arkaimella ne se rencontre que dans trois localités du Sud de l'Oural,.

## Description
Son envergure est de 14 à 15,5 mm.

## Systématique
Le nom valide complet (avec auteur) de ce taxon est Coleophora arkaimella Baldizzone (d) & Tabell (d), 2007,.

### Étymologie
Son épithète spécifique, arkaimella, fait référence à la réserve d'Arkaim où cette espèce a été découverte pour la première fois.

### Publication originale
- (en) G. Baldizzone et J. Tabell, « Seven New Species of The Genus Coleophora Hübner (Lepidoptera: Coleophoridae) from The Volgo-Ural Region », Acta Zoologica Academiae Scientiarum Hungaricae, Hongrie, vol. 3, no Suppl. 1,‎ 2007, p. 21–46 (ISSN 1217-8837, e-ISSN 2064-2474, lire en ligne, consulté le 25 novembre 2024)